# Tanah Kali Kedinding
Tanah Kali Kedinding is een bestuurslaag in het regentschap Soerabaja van de provincie Oost-Java, Indonesië. Tanah Kali Kedinding telt 56.412 inwoners (volkstelling 2010).